# Jethou
Jethou ist eine kleine, öffentlich nicht zugängliche Kanalinsel nahe der Insel Herm. Die Insel ist 18 Hektar groß und zählte 1996 drei ständige Bewohner; es gibt ein einziges Haus (Manor House). Politisch gehört die Insel zur Vogtei Guernsey, darin zur Stadt St. Peter Port (ebenso wie die Nachbarinsel Herm).
Der Insel sind einige kleinere Inseln und Felsen vorgelagert, darunter Crevichon gut 200 m weiter nördlich, sowie Grande Fauconnière und Petite Fauconnière im Süden.

## Geschichte
Aus der Vorgeschichte sind Küchenabfallhaufen, die Reste eines Steinkreises, zwei Menhire und eine Mauer erhalten. Es gibt Hinweise, dass das Land zwischen Herm und Jethou (die heutige Percée-Passage) im Jahre 709 durch eine heftige Sturmflut weggeschwemmt wurde. Zunächst war die Insel wie die anderen Kanalinseln im Besitz des Herzogs der Normandie und ging mit der Eroberung Englands im Jahr 1066 in den Besitz des englischen Königshauses über. Die Kanalinseln sind weder ein Teil des Vereinigten Königreichs noch eine Kronkolonie, sondern sind als Kronbesitzungen (engl. crown dependency) direkt der britischen Krone unterstellt. Im Zweiten Weltkrieg war die Insel von der deutschen Wehrmacht besetzt.

## Verwaltung
Verwaltungsintern ist Jethou ebenso wie die benachbarte größere Insel Herm ein Teil der Gemeinde (parish) St. Peter Port und zählt mit Herm zum Wahlbezirk St. Peter Port South. Sie gehört jedoch zu keinem der vier cantons von St. Peter Port.